# Audrey Patterson
Audrey »Mickey« Patterson-Tyler, ameriška atletinja, * 27. september 1926, New Orleans, ZDA, † 23. avgust 1996, National City, Kalifornija, ZDA.
Nastopila je na poletnih olimpijskih igrah leta 1948, kjer je osvojila bronasto medaljo v teku na 200 m.